# バンデットQ
『バンデットQ』（Time Bandits）は、1981年製作のイギリスのファンタジー映画。監督はテリー・ギリアム。製作総指揮と主題歌を元ザ・ビートルズのジョージ・ハリスンが手がけている。

## ストーリー
イギリスのとある地方の住宅街。歴史と科学を愛する11歳の少年ケヴィンは、厳格なばかりで子供の成長に無関心な両親のもとで、抑圧的に暮らしていた。ある晩、彼の子供部屋のクローゼットから、馬に乗った騎士が飛び出し、壁の奥に消えていった。翌晩、写真を撮ろうと、インスタントカメラと懐中電灯を持って待ち構えていると、今度は6人の小人たちが現れる。小人たちは不遜な態度で部屋を荒らし回り、ケヴィンに「タイムホールはどこだ?」と詰問する。ケヴィンが困惑していると、激しい光を放つ巨大な顔が「地図を返すのだ」と告げながら迫ってきた。小人たちが、かつて騎士が駆け抜けていった方向の壁を押すと、壁が動き、真っ暗な穴が現れた。ケヴィンは訳もわからず、小人たちとともに逃げることになった。
穴の行き先は1796年のイタリアだった。小人たちのリーダー格・ランドールは「俺たちは時空を股に掛ける強盗団だ」とケヴィンに語った。巨大な顔の正体は「創造主」であり、小人たちは彼のもとで植物の創造に従事していたが、安月給に嫌気が差し、ある地図を奪って逃げてきたのだという。世界の創造はわずか7日の突貫工事だったため、時空間のところどころに「タイムホール」と呼ばれる穴が空いており、ホールを通じてあらゆる時代を自由に移動できるようになっていた。地図にはタイムホールの場所がすべて書かれており、小人たちは各時代の財宝を盗み尽くして、私腹を肥やそうとたくらんでいたのだった。
小人たちは進軍中のナポレオン・ボナパルトの前に芸人のふりをして近づき、晩餐に招かれることに成功する。ナポレオンが酔いつぶれたところを見計らって、金杯や絵画を盗み、タイムホールを使いまんまと逃げおおせる。タイムホールは、中世イングランドのシャーウッドの森に通じていた。そこでロビン・フッド一味に、ナポレオンから奪った宝を横取りされてしまう。これらの様子を、地図を奪おうと画策する悪魔が監視していた。悪魔は森に火事を発生させ、ケヴィンと小人たちをはぐれさせる。
ケヴィンは、古代ギリシア・ミケーネの砂漠に放り出され、はからずもミケーネの王・アガメムノンがそこで行っていた決闘の勝利に貢献する。喜んだアガメムノンはケヴィンを養子に取り、祝宴を始めるが、そこへ手品師を装って現れた小人たちによって、ケヴィンはたくさんの財宝とともに連れ去られる。20世紀初頭の豪華客船内にたどり着いたケヴィンと小人たちは、つかの間の休息を取るが、それは大西洋上を航行するタイタニック号であり、氷山の衝突によって海に放り出され、木片にしがみついて海上を漂う。地図を狙う悪魔は、小人のひとりの口を借り、「伝説時代へ向かい、暗黒城のお宝を奪おう」と言わせる。そこへタイムホールが開き、一行は人食い鬼のウィンストン夫妻の漁網に捕らえられる。ケヴィンの機転でウィンストン夫妻の船を奪ったものの、船は巨人の帽子であり、陸に上がった巨人のために航行不能に陥る。ケヴィンは船にあったふいごを注射器の代わりにして眠り薬を巨人に打ち、脱出に成功する。
暗黒城にたどり着いた一行であったが、その暗黒城こそが悪魔の居城だった。一行は罠にかけられ、地図を奪われて吊りかご状の牢に閉じ込められる。インスタントカメラで撮影した集合写真に写り込んだ地図を解読したところ、牢の真下にタイムホールがあることが判明し、一行は牢を脱出して、さまざまな時代から助っ人（弓術兵・騎士・ガンマン）や戦闘のための乗り物（戦車・宇宙戦闘機）を連れてきて悪魔に立ち向かうが、歯が立たず、戦いの中で小人のオグは豚に変えられ、フィジットは石柱の下敷きになって絶命する。そこへ天から謎の光線が降り注ぎ、悪魔を焼き尽くしてしまう。巨大な顔の「創造主」が姿を現わし、小人たちがひれ伏した。グレーのスリーピース・スーツを着た学校長風の中年男に姿を変えた創造主は、地図を取り上げ、オグとフィジットを元の姿に戻したうえで、炭化してバラバラになった悪魔の回収を小人たちに命じる。創造主は小人たちに地図を盗ませたのは悪魔を含む彼の創造物たちを試すためであったことを明かすが、ケヴィンは創造主に「どうして悪が必要なの? あなたが悪を創造したせいで、歴史上多くの人が死んだのでは?」と質問する。創造主は「自由意志のためだ」と答える。回収作業終了を見届けた創造主は、ケヴィンを無視して小人を連れ、立ち去ろうとした。ランドールが「ケヴィンも一緒に」と進言するのを押しとどめた創造主は、「彼はこれから自分の戦いを続けるのだ」と答え、白い煙の中に消えていった。取り残されたケヴィンは、小人が回収し損ねた悪魔のかけらから吹き出す茶色い煙に巻かれていった。
ケヴィンは自宅のベッドの上で目覚めた。部屋じゅうが茶色い煙に包まれていた。消防士がドアを破って部屋に飛び込み、ケヴィンを救出した。彼の家は火事に遭い、全焼していく最中だった。混乱するケヴィンであったが、鞄の中に残っていたインスタントカメラの写真が、旅が夢ではなかった事を物語っていた。先に救出されていた両親は、ケヴィンの心配をせずに「オーブントースターで昨日のおかずを温め直したから火事になったのだ」と言い争っていた。焼け焦げたオーブントースターの中には、悪魔のかけらがあった。両親が悪魔のかけらに触れると、2人は爆発とともに消滅してしまった。呆然とするケヴィンを残し、アガメムノンと同じ顔をした消防士は、ケヴィンにウィンクをして去った。

## キャスト
| 役名                     | 俳優                     | 日本語吹替                          |
| 役名                     | 俳優                     | テレビ朝日版 （35周年BD版追録担当） |
| ------------------------ | ------------------------ | ----------------------------------- |
| ケヴィン                 | クレイグ・ワーノック     | 浪川大輔 （宇山玲加）               |
| ランドール （小人）      | デヴィッド・ラパポート   | 野島昭生                            |
| フィジット （小人）      | ケニー・ベイカー         | 納谷六朗 （多田野曜平）             |
| ウォーリー （小人）      | ジャック・パーヴィス     | 池田勝 （天田益男）                 |
| オグ （小人）            | マイク・エドモンズ       | 玄田哲章 （遠藤純一）               |
| ストラッター （小人）    | マルコム・ディクソン     | 宮内幸平                            |
| ヴァーミン （小人）      | ティニー・ロス           | 田中亮一                            |
| ロビン・フッド           | ジョン・クリーズ         | 村山明 （魚建）                     |
| アガメムノン王           | ショーン・コネリー       | 石田太郎                            |
| 消防士                   | ショーン・コネリー       | 石田太郎                            |
| デイム・パンジー         | シェリー・デュヴァル     | 鵜飼るみ子 （加納千秋）             |
| パンジー                 | シェリー・デュヴァル     | 鵜飼るみ子 （加納千秋）             |
| オーガ夫人               | キャサリン・ヘルモンド   | 藤夏子                              |
| ナポレオン・ボナパルト   | イアン・ホルム           | 村越伊知郎 （田原正治）             |
| ヴィンセント             | マイケル・ペイリン       | 大滝進矢 （赤坂柾之）               |
| 変な鼻の男               | マイケル・ペイリン       | 大滝進矢 （赤坂柾之）               |
| 創造主                   | ラルフ・リチャードソン   | 宮川洋一 （小島敏彦）               |
| ウィンストン・ジ・オーガ | ピーター・ヴォーン       | 郷里大輔 （小林達也）               |
| 悪魔                     | デビッド・ワーナー       | 羽佐間道夫                          |
| ロバート                 | デレク・デッドマン       | 辻村真人 （多田野曜平）             |
| ベンソン                 | ジェロルド・ウェルズ     | 上田敏也                            |
| ケヴィンのパパ           | デビッド・ダカー         | 嶋俊介 （浪川大輔）                 |
| ケヴィンのママ           | シーラ・ファーン         | 火野カチ子 （森史絵）               |
| 司会者                   | ジム・ブロードベント     | 小島敏彦                            |
| ルシアン                 | テレンス・ベイラー       | 塚田正昭                            |
| ニーガイ                 | プレストン・ロックウッド | 村松康雄                            |
| 舞台マネージャー         | チャールズ・マッケオン   | 池水通洋                            |
| 人形使い                 | デヴィッド・リーランド   | 吉村よう （赤坂柾之）               |
| 盗賊リーダー             | デリック・オコナー       | 若本規夫                            |
| アナウンサーの声         | クリス・グラント         | 田原アルノ                          |
| テレビナレーション       | 不明                     | 大塚芳忠                            |

- テレビ朝日版：初回放送1988年1月10日『日曜洋画劇場』（正味約93分）
  - 35周年BD版追加録音部分：「バンデットQ 製作35周年・最高画質盤Blu-ray BOX」に収録。
※ 2012年に発売された「製作30周年記念 スペシャル・エディション」および2016年に発売された「製作35周年・最高画質盤Blu-ray BOX」に収録。
なお、両方ともオリジナル版がベースだが、「30周年SE」では放送でカットした部分についてはオリジナル音声のまま、「35周年盤」ではカット部分に追加で吹き替えを収録している。羽佐間道夫と野島昭生が再登板して当時と同じ役を演じ、その他のキャストは別の声優が代役を務めている。同じくオリジナル版に出演した小島敏彦も別役ながら収録に参加している。また、ケヴィンのパパ役だった嶋俊介は2003年に逝去していたため、その部分については大人になった浪川大輔が吹き替え[1]、子役時代の自分と共演している。

## スタッフ
- 監督：テリー・ギリアム
- 製作：テリー・ギリアム
- 製作総指揮：デニス・オブライエン、ジョージ・ハリスン
- 脚本：マイケル・ペイリン、テリー・ギリアム
- 撮影：ピーター・ビジウ
- SFX：ジョン・バンカー
- 音楽：マイク・モラン
- 主題歌：ジョージ・ハリスン 「オ・ラ・イ・ナ・エ」 "Dream Away"
- 美術：ミリー・バーンズ、ノーマン・ガーウッド
- 編集：ジュリアン・ドイル
- 衣装デザイン：ジェームス・アチソン
- スタント・コーディネーター：ピーター・ブレイアム、テリー・ヨーク

### 日本語版スタッフ
- 字幕版
  - 字幕：戸田奈津子
- 吹替版
  - 翻訳：たかしまちせこ
  - 演出：福永莞爾
  - 調整：遠西勝三
  - 効果：南部満治/大橋勝次/河合直
  - 制作：ニュージャパンフィルム
- 吹替版追加収録部分
  - 演出：高橋正浩
  - 進行：桂翔夢
  - スタジオ：ニュージャパンフィルム
  - 製作：キングレコード/フィールドワークス

## 製作
主人公の両親が脈絡なく爆死するという衝撃的なラストシーンは物議をかもし、公開前にプロデューサーの一部がシーンの修正を主張したほか、日本（後述）など一部の国での劇場公開ではカットされている。ただし、本国イギリスでの劇場公開に先立っての子供向け試写会では、とりわけ反抗期を迎えた男児に、むしろ好評をもって迎えられている。

### 日本公開版
日本での劇場公開は1983年。大都市圏以外での映画館では、国産アニメーション映画『幻魔大戦』との2本立て併映となった。そのため、子供向けプログラムとして売りたかった配給側の興行的理由から日本独自の「作品の本意をないがしろにする」編集が行われた。ロビン・フッドおよび人食い鬼の夫婦のシーンの一部、そしてラストの両親の消滅のシーンがそれぞれカットされ、上映時間はオリジナルより約13分短い約103分となった。
なおテレビ放映時（『日曜洋画劇場』1988年1月10日放送）には、ラストシーンはノーカットで用いられた。日本国内向けに発売された各ビデオグラム版（LD、DVD、Blu-ray）ではオリジナル全長版となっている。